# Liar (píseň, Queen)
„Liar“ je píseň britské rockové skupiny Queen, kterou napsal v roce 1970 zpěvák Freddie Mercury a původně pod názvem „Lover“. Píseň vyšla na debutovém albu Queen roku 1973. Velmi zkrácená verze písně byla roku 1974 vydána jako singl, na jehož straně B byla píseň „Doing All Right“. Jednalo se o teprve druhý singl, který kapela během své kariéry publikovala.
Autorství této písně a tudíž i většina z výdělků z prodeje nebyly připisovány skupině jako celku ale pouze autorovi písně, což byl v tomto případě Freddie Mercury. Takto to fungovalo až do roku 1989, kdy se členové skupiny domluvili, že oficiálně bude autorství všech písní vydaných na albu The Miracle a později připisováno skupině jako celku.

## Videoklip
Videoklip k písni byl natočen v roce 1972, ale vyšel až o rok později, krátce po vydání alba.

## Živá vystoupení
V prvních letech působení kapely byla píseň hrána na koncertech téměř vždy. Během News of the World Tour v roce 1977 Queen hráli píseň už jen velmi zřídka a pro Jazz Tour v roce 1978 byla píseň ze setlistu vyřazena úplně. Počínaje Crazy Tour v roce 1979 však byla píseň do setlistu opět zařazena, nicméně ne na dlouho. Na koncertech v rámci The Game Tour v roce 1980 se píseň vůbec neobjevila. Několikrát ale byla hrána během následující Hot Space Tour v roce 1982 v Evropě a během The Works Tour v roce 1984 se do setlistu opět dostala i když ve zkrácené 3minutové verzi. Naposledy byla ukázka z této písně hrána na koncertech v rámci Magic Tour jako jen několik desítek sekund dlouhý kytarový riff, vždy před písní Tear It Up.

## Obsazení nástrojů
- Freddie Mercury – hlavní zpěv, doprovodné vokály, Hammondovy varhany
- Brian May – akustická a elektrická kytara, doprovodné vokály
- Roger Taylor – bicí, tamburína, cowbell, doprovodné vokály
- John Deacon – basová kytara

## Alba Queen, na nichž se píseň objevila
- Queen (1973)
- At the Beeb (1989)
- Live at the Rainbow '74 (2014)
- A Night at the Odeon – Hammersmith 1975 (2015)
- On Air (2016)